# Sadunts
Sadunts (in armeno Սադունց, fino al 1978 Karvansara e Karavansara) è un comune dell'Armenia di 296 abitanti (2009) della provincia di Aragatsotn.